# Ann-Margret Pettersson
Ann-Margret Pettersson, egentligen Anna Margareta Pettersson, född 18 september 1938 i Stockholm, är svensk operaregissör, 
Pettersson studerade vid Kungliga Teaterns balettskola 1945–53, vid Handelshögskolan i Stockholm 1958–61 samt vid Willy Koblancks teaterskola 1961–63. Hon var anställd som regiassistent vid Kungliga teatern 1964–67, som regissör från 1967 och som förste regissör 1994–2001. Bland uppsättningarna kan nämnas Puccinis Madame Butterfly, Argentos The Aspern Papers, Cherubinis Medea, von Suppés Boccaccio, Donizettis Maria Stuarda, Schedrins Lolita, Debussys Pelléas och Melisande, Korngolds Die tote Stadt, Massenets Werther, Bizets Carmen (även tv), Händels Orlando, Gefors Clara och Maros Kastrater (Drottningholms slottsteater). Hon är internationellt verksam vid bland annat Sydneyoperan med Medea 1987 samt Bizets Pärlfiskarna 2000. I Washington DC har hon gjort The Dream of Valentino 1994 (även i Dallas) och Carmen 1995 samt 1998 i Los Angeles med Placido Domingo som Don José. 2007 regisserade hon Verdis Maskeradbalen för Den Norske Opera och för Kungliga Operan, Verdis Falstaff 2008  och senast Strauss Läderlappen 2010.

## Priser och utmärkelser
- 1999 – Litteris et Artibus

## Filmografi (urval)
- 1997 – Carmen (TV)